# ماساكي تاناكا (كاتب)
ماساكي تاناكا (باليابانية: 田中正明؛ بالكانا: たなか まさあき) هو كاتب ياباني، ولد في 11 فبراير 1911 في ناغانو في اليابان، وتوفي في 8 يناير 2006.